# برگ‌ماهی اندونزی
برگ‌ماهی اندونزی (نام علمی: Pristolepis grootii) نام یک گونه از تیره برگ‌ماهیان آسیایی است.